# パルボックス
パルボックスはかつて存在したバンダイ傘下の企業である。ツクダオリジナルを前身とし、その後株式会社メガハウスに営業譲渡。オセロやルービックキューブなどの玩具開発、販売を行う。

## 沿革
再編成前は、旧会社の記事を参照。
- 2003年3月1日、株式会社ツクダオリジナルが株式会社ワクイコーポレーション（代表取締役の和久井威はツクダオリジナル出身）からの営業譲渡を受け、商号を株式会社パルボックスに変更。
- 2005年
  - 4月1日、株式会社メガハウスに一部営業譲渡し、同社のパルボックス事業部となる。
  - 5月1日、第四事業部に改称。
- 2007年3月1日、同社第二事業部の一部となる。